# Żbiki (województwo mazowieckie)
Żbiki – wieś w Polsce położona w województwie mazowieckim, w powiecie przasnyskim, w gminie Krasne. Ma status sołectwa. 
W latach 1975–1998 miejscowość należała administracyjnie do województwa ciechanowskiego.